# Viburnum setigerum
Viburnum setigerum är en desmeknoppsväxtart som beskrevs av Henry Fletcher Hance. Viburnum setigerum ingår i släktet olvonsläktet, och familjen desmeknoppsväxter. Inga underarter finns listade i Catalogue of Life.

## Bildgalleri

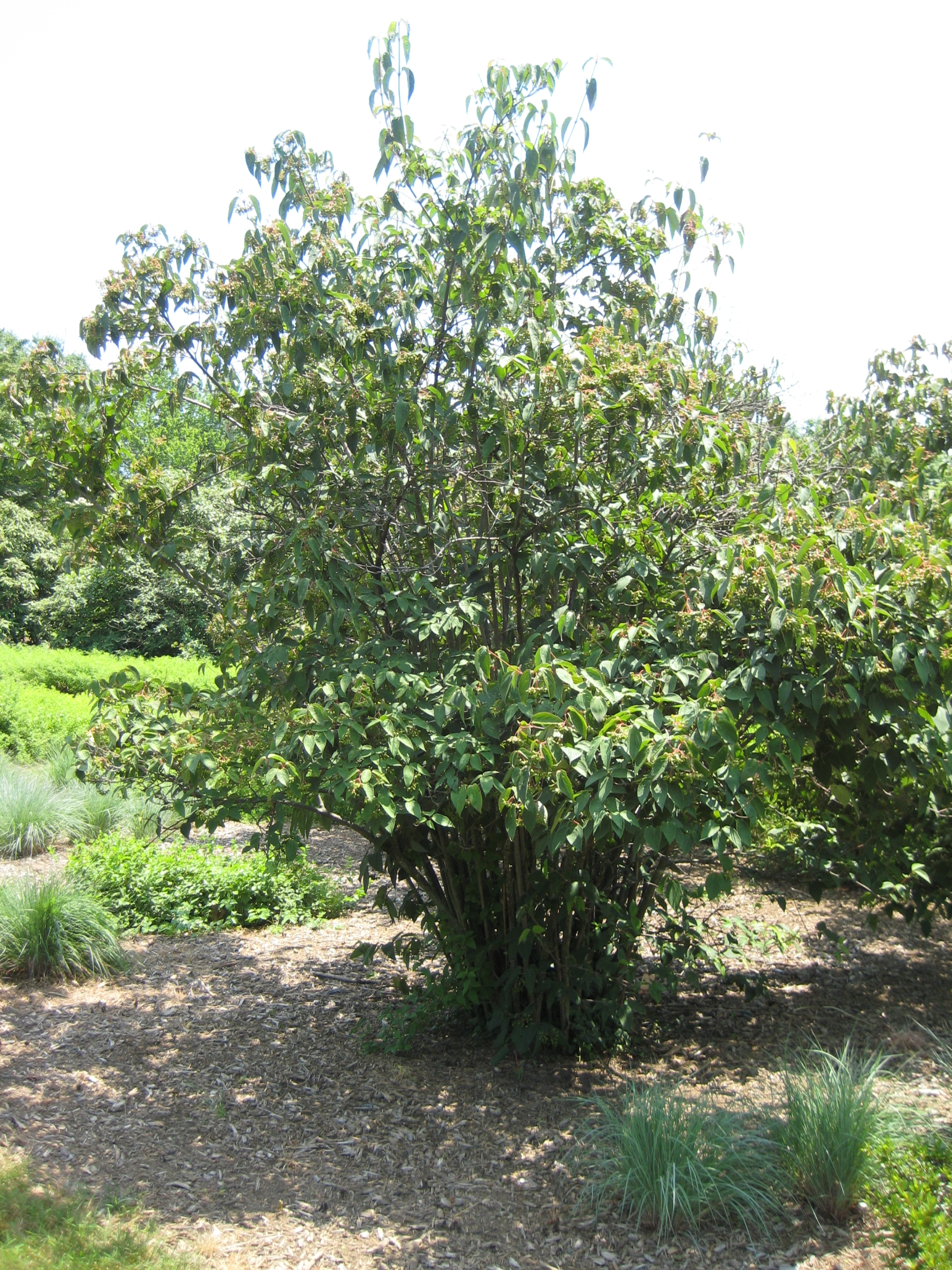